# 凤屯镇
凤屯镇，是中华人民共和国云南省楚雄彝族自治州牟定县下辖的一个乡镇级行政单位。

## 行政区划
凤屯镇下辖以下地区：
飒马场村、腊湾村、新房村、建新村、凤屯村、田丰村、龙丰村、牌坊村和河节冲村。